# La Bataille de Pali-Kao
Albums de Bérurier Noir
Carnaval des agités Enfoncez l'clown
La Bataille de Pali-Kao est un album de Bérurier Noir compilant une vingtaine de chansons enregistrées lors des premiers concerts donnés par le groupe entre 1983 et 1984. Cette compilation de morceaux live est sortie en 1998 sur le label Last Call.
Le but de ce disque est de recréer « l’ambiance des squats » dans lesquels le groupe fit ses débuts. Par son titre, l’album fait référence à l’usine de Pali-Kao, une usine squattée dans le 20e arrondissement où se sont produits de nombreux groupes alternatifs de l’époque. C’est dans ce lieu que le groupe Bérurier Noir a donné son premier concert. Treize titres de l’album sont d’ailleurs extraits de concerts qui se sont déroulés dans cette usine désaffectée.
Les huit premiers titres ont été enregistrés lors du tout premier concert du groupe, le 19 février 1983 à l’usine de Pali-Kao. Ils figuraient à l'origine sur la cassette Meilleurs extraits des deux concerts à Paris sortie en 1983. Les chansons occupant les pistes 9 à 12 sont elles aussi originaires de cette cassette. Elles ont été enregistrées la 1er juin 1983 à la Salle de la Roquette (à Paris) lors du festival Art Béton.
Les pistes 13 à 17 proviennent quant à elles d’un concert enregistré le 8 octobre 1983 à l’usine Pali-Kao lors du festival Rising Free. Elles sont issues d’une cassette éditée par V.I.S.A. intitulée Rising Free et qui contenait, outre ces titres de Bérurier Noir, des morceaux de Subhumans enregistrés eux aussi pendant ce festival.
Enfin les trois derniers morceaux de l’album (Les Béruriers sont les rois, Les Bûcherons et Lobotomie Hopital) datent d’avril 1984 et ont la particularité d’avoir été joués avec une batterie. En effet juste avant le concert le groupe s’était fait voler sa boîte à rythme et avait fait appel à Raoul Gaboni, batteur de Lucrate Milk pour remplacer la boîte à rythme le temps d’un concert. Ces morceaux étaient à l’origine présents sur le 45 tours Nada 84.

## Liste des titres
1. J’ai peur
2. Manifeste
3. Nada
4. Les Béruriers sont les rois
5. Il tua son petit frère
6. Lobotomie Hôpital
7. Traumatisme les éléphants
8. Lobotomie Hôpital
9. Les Bûcherons
10. Chromosome Y
11. Frères d’armes
12. Hôpital de force
13. La Mort au choix
14. Chromosome Y
15. Elsa je t’aime
16. Les Béruriers sont les rois (en 1983)
17. La Nuit noire
18. Les Béruriers sont les rois (en 1984)
19. Les Bûcherons (Version Piratée par un autonome)
20. Lobotomie Hôpital (Version Je ne crains plus la loi)